# Eduardo Álvarez-Rementería Martínez
Eduardo Álvarez-Rementería Martínez († 13 de maig de 1965) va ser un militar i polític espanyol. Va tenir un paper rellevant durant la Guerra civil, on va manar diverses columnes en el Front andalús. Durant la Dictadura franquista va ocupar diversos càrrecs, va ser procurador a les Corts franquistes i membre del Consell Nacional del Movimiento.

## Biografia
Militar professional pertanyent a l'arma d'infanteria, en 1936 es trobava destinat a Sevilla amb el rang de comandant.
Membre de la UME i president del comitè militar local de Falange Española, va formar part de la conspiració militar contra la República; va arribar a mantenir una reunió en el seu domicili sevillà amb el comandant José Cuesta Monereo. El comandant Álvarez-Rementería seria un dels més estrets col·laboradors del general Gonzalo Queipo de Llano. Va arribar a actuar com a enllaç del general Emilio Mola, «director» de la conspiració.

### Guerra civil
Després del triomf del Cop d'estat a Sevilla, Álvarez-Rementería es va posar al comandament d'una columna que va conquistar les localitats de Carmona, Morón o Lebrija. El 15 d'agost va sortir de Sevilla al capdavant d'una altra columna amb l'objectiu de conquistar la conca minera de Río Negro, a la província de Huelva. En el seu camí va conquistar les localitats d'Aznalcóllar, La Granada de Río-Tinto, Almonaster la Real, Aracena, etc. Posteriorment Álvarez-Rementería va participar en la conquesta de la localitat minera Peñarroya-Pueblonuevo, partint des d'Hornachuelos, i a la fi de 1936 va rebre el comandament d'una nova columna amb l'objectiu de conquistar la localitat de Lopera —durant l'anomenada ofensiva de l'«Oliva».
Al març de 1937 la seva columna va prendre part en el fallit atac franquista sobre Pozoblanco, al nord de Còrdova. L'operació, no obstant això, va acabar sent un rotund fracàs davant la dura resistència republicana. A partir de maig de 1937 va passar a manar la 22a Divisió de l'Exèrcit franquista, amb la seva caserna general a Peñarroya.

### Dictadura franquista
Va acabar la contesa amb el rang de coronel. Durant el règim franquista va ser procurador a les Corts franquistes, així com membre del Consell Nacional de FET y de las JONS. En 1946 va ser ascendit al rang de general de brigada, i fou nomenat cap de la infanteria divisionària de la División n. 92. Posteriorment va exercir com a governador civil de Cadis —entre 1953 i 1954— i Madrid —entre 1954 i 1957. Al de governador civil també es va unir l'exercici del càrrec de cap provincial del «Moviment». En 1964 va ser un dels subscriptors de la iniciativa a favor de fundar una agrupació de excombatientes de les banderes de Falange.
Va morir a Madrid el 13 de maig de 1965.